# Епіфікан
EPYC (англ. Epiphycan) – білок, який кодується однойменним геном, розташованим у людей на 12-й хромосомі. Довжина поліпептидного ланцюга білка становить 322 амінокислот, а молекулярна маса — 36 637.
| 10         |  | 20         |  | 30         |  | 40         |  | 50         |
| ---------- |  | ---------- |  | ---------- |  | ---------- |  | ---------- |
| MKTLAGLVLG |  | LVIFDAAVTA |  | PTLESINYDS |  | ETYDATLEDL |  | DNLYNYENIP |
| VDKVEIEIAT |  | VMPSGNRELL |  | TPPPQPEKAQ |  | EEEEEEESTP |  | RLIDGSSPQE |
| PEFTGVLGPH |  | TNEDFPTCLL |  | CTCISTTVYC |  | DDHELDAIPP |  | LPKNTAYFYS |
| RFNRIKKINK |  | NDFASLSDLK |  | RIDLTSNLIS |  | EIDEDAFRKL |  | PQLRELVLRD |
| NKIRQLPELP |  | TTLTFIDISN |  | NRLGRKGIKQ |  | EAFKDMYDLH |  | HLYLTDNNLD |
| HIPLPLPENL |  | RALHLQNNNI |  | LEMHEDTFCN |  | VKNLTYIRKA |  | LEDIRLDGNP |
| INLSKTPQAY |  | MCLPRLPVGS |  | LV         |  |            |  |            |

A: Аланін

C: Цистеїн

D: Аспарагінова кислота

E: Глутамінова кислота

F: Фенілаланін

G: Гліцин

H: Гістидин

I: Ізолейцин

K: Лізин

L: Лейцин

M: Метіонін

N: Аспарагін

P: Пролін

Q: Глутамін

R: Аргінін

S: Серин

T: Треонін

V: Валін

Локалізований у позаклітинному матриксі. Також секретований назовні.